# Phyllogomphoides camposi
Phyllogomphoides camposi – gatunek ważki z rodziny gadziogłówkowatych (Gomphidae). Występuje na terenie Ameryki Południowej.